# Vimalamitra

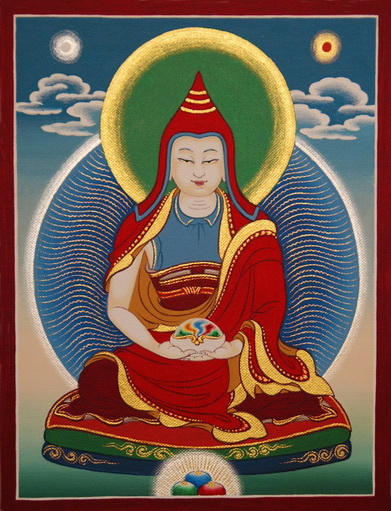
Vimalamitra auf einem Thangka

Vimalamitra (tib.: bi ma la mi tra; auch: dri med bshes gnyen) war ein buddhistischer Lehrer des 8. Jahrhunderts und als einer der größten indischen Gelehrten seiner Zeit bekannt.
Vimalamitra war zunächst Schüler des tantrischen Meisters Buddhaguhya. Später wurde er auch Schüler des Dzogchen-Meisters Sri Singha und daraufhin auch Schüler von Jnanasutra. Beide übermittelten ihm die Lehren des Dzogchen. Vimalamitra war im achten Jahrhundert neben Padmasambhava und Vairocana von großer Bedeutung für die Übertragung der buddhistischen Lehre und insbesondere der Dzogchen-Lehren nach Tibet. Er wird daher insbesondere in der Nyingma-Schule des tibetischen Buddhismus verehrt. Eine seiner wichtigsten Belehrungen behandelt die innerste Essenz (tib.: snying thig, Nyingthik) der Dzogchen-Lehren. Diese sind seitdem als Vima-Nyingthik (tib. bi ma snying thig) bekannt. Am Ende seiner Zeit in Tibet ging Vimalamitra seinem Meister Sri Singha folgend nach China (Tang-Dynastie) zum Berg Wu Tai Shan.